# Lijkstijfheid
Lijkstijfheid of rigor mortis is het verstijven van het lichaam na het overlijden.
Na het overlijden begint het lichaam koud te worden. Vanaf zo'n twee tot zes uur na overlijden beginnen de spieren te verstijven, waarschijnlijk doordat de actine- en myosinefilamenten van de spier in elkaar schuiven. De rigor mortis begint bij de oogleden, kaak en nek en breidt zich dan binnen zes uur langzaam verder uit over alle lichaamsdelen. In tegenstelling tot wat sommige mensen denken, zal rigor mortis bij hoge omgevingstemperatuur spoediger optreden dan in geval van koude. Dat komt doordat de onderliggende chemische reactie bij hogere temperatuur sneller optreedt. Afhankelijk van de omgevingstemperatuur houdt de rigor mortis één tot drieënhalve dag aan. Bij het afleggen of het 'verzorgen' wordt het lichaam van de overledene soms gemasseerd. Daarmee wordt de stijfheid verminderd.
Vrijwel direct na het overlijden verandert het lichaam van kleur. Omdat het hart het bloed niet meer rondpompt, trekt het bloed uit de huid weg. Hierdoor wordt de huid vaalbleek en slap. Ook zakt het bloed naar de laagst gelegen lichaamsdelen, in rugligging de billen en de rug. Op de plekken waar het bloed zich verzamelt, ontstaan paarse lijkvlekken (livor mortis). Medicijnen kunnen die verkleuring versnellen. 